# 4771 Hayashi
4771 Hayashi este un asteroid din centura principală, descoperit pe 7 septembrie 1989 de Masayuki Yanai și Kazuo Watanabe.